# Eberswalde

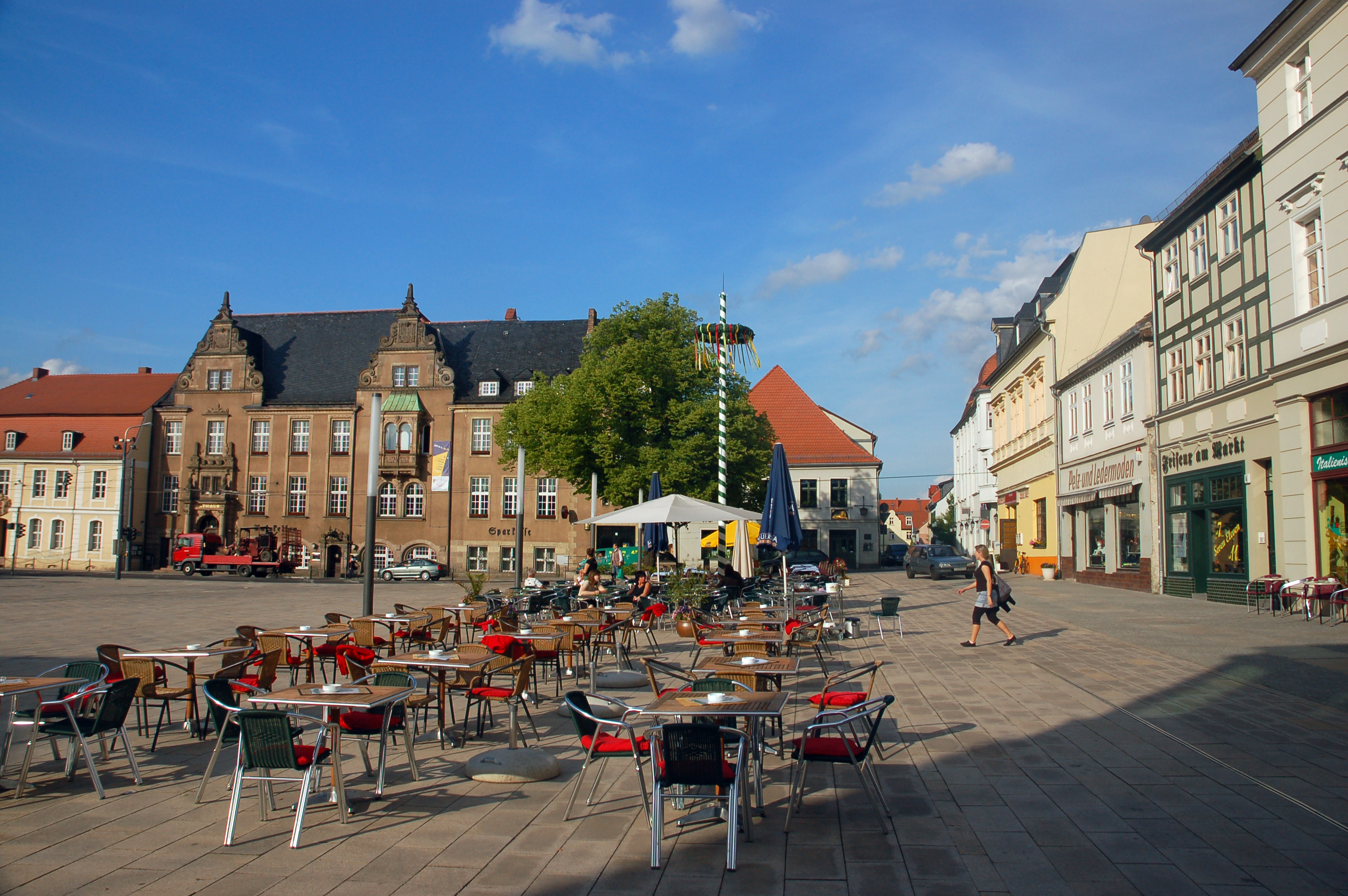
Plaça del Mercat

Eberswalde és una ciutat, capital administrativa del districte de Barnim, a l'estat federat de Brandenburg a Alemanya. Se situa a uns 50 km al nord-est de Berlín. Limita amb els municipis de Bernau, Angermünde, Oderberg, Joachimsthal i Bad Freienwalde.
Eberswalde té una població de 41.396 habitants (Dec. 2007), posseeix 7 barris i una superfície de 93,21 km². La ciutat és envoltada per grans masses forestals, una part d'aquest bosc forma part de la Reserva de la biosfera de Schorfheide-Chorin, per això l'historiador i periodista Rudolf Schmidt va encunyar el terme Waldstadt (la ciutat del bosc), utilitzat a nombroses publicacions i targetes postals durant els segles xix i xx. Malgrat això, abans de la reunificació alemanya la ciutat va ser un important centre industrial.

## Personatges residents
- Gustav Vogt (pianista) i compositor que morí en aquesta ciutat.